# Tanusiella travassosi
Tanusiella travassosi är en insektsart som beskrevs av Costa Lima 1938. Tanusiella travassosi ingår i släktet Tanusiella och familjen vårtbitare. Inga underarter finns listade i Catalogue of Life.